# Love Is Found
Love is Found è un singolo dei Sade pubblicato nel 2012 da Sony in formato CD e download digitale, primo estratto dalla raccolta The Ultimate Collection.